# 1300 Marcelle
1300 Marcelle (1934 CL) là một tiểu hành tinh vành đai chính được phát hiện ngày 10 tháng 2 năm 1934 bởi G. Reiss ở Algiers.